# Élections départementales de 2021 en Eure-et-Loir
Les élections départementales en Eure-et-Loir ont lieu les 20 et 27 juin 2021.

## Contexte départemental

### Assemblée départementale sortante
Avant les élections, le conseil départemental d'Eure-et-Loir est présidé par Claude Térouinard (LR). 
Il comprend 30 conseillers départementaux issus des 15 cantons d'Eure-et-Loir.
| Président du conseil départemental   |       |       |      |                                 |
| Claude Térouinard (LR)               |       |       |      |                                 |
| Parti                                | Sigle | Sigle | Élus | Groupes                         |
| Majorité (28 sièges)                 |       |       |      |                                 |
| Les Républicains                     |       | LR    | 10   | Union pour les Euréliens        |
| Divers droite                        |       | DVD   | 2    | Union pour les Euréliens        |
| Union des démocrates et indépendants |       | UDI   | 3    | Union pour les Euréliens        |
| Agir                                 |       | Agir  | 2    | Union pour les Euréliens        |
| Les Républicains                     |       | LR    | 11   | Les Républicains d'Eure-et-Loir |
| Opposition (2 sièges)                |       |       |      |                                 |
| Divers gauche                        |       | DVG   | 2    | Gauche                          |

## Système électoral
Les élections ont lieu au scrutin majoritaire binominal à deux tours. Le système est paritaire : les candidatures sont présentées sous la forme d'un binôme composé d'une femme et d'un homme avec leurs suppléants (une femme et un homme également).
Pour être élu au premier tour, un binôme doit obtenir la majorité absolue des suffrages exprimés et un nombre de suffrages au moins égal à 25 % des électeurs inscrits. Si aucun binôme n'est élu au premier tour, seuls peuvent se présenter au second tour les binômes qui ont obtenu un nombre de suffrages au moins égal à 12,5 % des électeurs inscrits, sans possibilité pour les binômes de fusionner. Est élu au second tour le binôme qui obtient le plus grand nombre de voix.

## Résultats à l'échelle du département

### Résultats par nuances du ministère de l'Intérieur
Les nuances politiques utilisées par le ministère de l'Intérieur ne tiennent pas compte des alliances locales.
| Binômes                  | Binômes                             | Binômes                  | Premier tour | Premier tour | Premier tour | Second tour | Second tour | Second tour | Total | +/-           |  |
| Binômes                  | Binômes                             | Binômes                  | Voix         | %            | Sièges       | Voix        | %           | Sièges      | Total | +/-           |  |
| ------------------------ | ----------------------------------- | ------------------------ | ------------ | ------------ | ------------ | ----------- | ----------- | ----------- | ----- | ------------- |  |
|                          | Divers droite                       | DVD                      | 21 287       | 23,00        | 0            | 30 230      | 33,73       | 12          | 12    | 18            |  |
|                          | Les Républicains                    | LR                       | 21 127       | 22,82        | 0            | 27 364      | 30,53       | 16          | 16    | Nv.           |  |
|                          | Rassemblement national              | RN                       | 20 412       | 22,05        | 0            | 16 589      | 18,51       | 0           | 0     | en stagnation |  |
|                          | Écologistes                         | ECO                      | 8 673        | 9,37         | 0            | 5 876       | 6,56        | 0           | 0     | Nv.           |  |
|                          | Divers gauche                       | DVG                      | 4 988        | 5,39         | 0            |             |             |             | 0     | 4             |  |
|                          | Divers centre                       | DVC                      | 4 173        | 4,51         | 0            | 5 476       | 6,11        | 0           | 0     | Nv.           |  |
|                          | Parti socialiste                    | SOC                      | 2 723        | 2,94         | 0            |             |             |             | 0     | Nv.           |  |
|                          | Union à gauche avec des écologistes | UGE                      | 1 948        | 2,10         | 0            | 0           | Nv.         |             |       |               |  |
|                          | La République en marche             | REM                      | 1 852        | 2,00         | 0            | 0           | Nv.         |             |       |               |  |
|                          | Union à gauche                      | UG                       | 1 776        | 1,92         | 0            | 0           | 10          |             |       |               |  |
|                          | Union au centre                     | UC                       | 1 642        | 1,77         | 0            | 4 100       | 4,57        | 2           | 2     | Nv.           |  |
|                          | Parti communiste français           | COM                      | 1 530        | 1,65         | 0            |             |             |             | 0     | Nv.           |  |
|                          | Extrême gauche                      | EXG                      | 436          | 0,47         | 0            | 0           | Nv.         |             |       |               |  |
|                          |                                     |                          |              |              |              |             |             |             |       |               |  |
| Suffrages exprimés       | Suffrages exprimés                  | Suffrages exprimés       | 92 567       | 95,98        |              | 89 635      | 91,54       |             |       |               |  |
| Votes blancs             | Votes blancs                        | Votes blancs             | 2 445        | 2,54         | 5 802        | 5,93        |             |             |       |               |  |
| Votes nuls               | Votes nuls                          | Votes nuls               | 1 436        | 1,49         | 2 478        | 2,53        |             |             |       |               |  |
| Total                    | Total                               | Total                    | 96 448       | 100          | 0            | 97 915      | 100         | 30          | 30    | en stagnation |  |
| Abstentions              | Abstentions                         | Abstentions              | 204 716      | 67,97        |              | 203 385     | 67,50       |             |       |               |  |
| Inscrits / participation | Inscrits / participation            | Inscrits / participation | 301 164      | 32,03        | 301 300      | 32,50       |             |             |       |               |  |

### Élus par canton
La droite conserve sa majorité en conservant tous ses cantons. La gauche quant à elle perd sa représentation dans le canton de Lucé au profit des centristes. Il n'ya plus d'élus de gauche au sein de l'assemblée.
| Canton                     | Conseiller sortant          | Parti | Parti | Conseiller élu             | Parti | Parti |
| -------------------------- | --------------------------- | ----- | ----- | -------------------------- | ----- | ----- |
| Anet                       | Évelyne Lefebvre            |       | LR    | Évelyne Lefebvre           |       | LR    |
| Anet                       | Francis Pecquenard          |       | LR    | Francis Pecquenard         |       | LR    |
| Auneau                     | Catherine Aubijoux          |       | LR    | Annie Camuel               |       | LR    |
| Auneau                     | Stéphane Lemoine            |       | LR    | Stéphane Lemoine           |       | LR    |
| Brou                       | Françoise Hamelin           |       | UDI   | Danièle Carrouget          |       | DVD   |
| Brou                       | Claude Térouinard           |       | LR    | Claude Térouinard          |       | LR    |
| Chartres-1                 | Karine Dorange              |       | LR    | Karine Dorange             |       | LR    |
| Chartres-1                 | Alain Bellamy               |       | DVD   | Étienne Rouault            |       | LR    |
| Chartres-2                 | Élisabeth Fromont           |       | LR    | Élisabeth Fromont          |       | LR    |
| Chartres-2                 | Franck Masselus             |       | LR    | Franck Masselus            |       | LR    |
| Chartres-3                 | Élisabeth Barrault          |       | LR    | Isabelle Vincent           |       | LR    |
| Chartres-3                 | Rémi Martial                |       | LR    | Rémi Martial               |       | LR    |
| Châteaudun                 | Alice Baudet                |       | LR    | Alice Baudet               |       | LR    |
| Châteaudun                 | Joël Billard                |       | LR    | Joël Billard               |       | LR    |
| Dreux-1                    | Florence Henri              |       | UDI   | Évelyne Delaplace          |       | LR    |
| Dreux-1                    | Christophe Le Dorven        |       | LR    | Christophe Le Dorven       |       | LR    |
| Dreux-2                    | Sylvie Honneur              |       | LR    | Sylvie Honneur             |       | LR    |
| Dreux-2                    | Jacques Lemare              |       | LR    | Jacques Lemare             |       | LR    |
| Épernon                    | Anne Bracco                 |       | LR    | Anne Bracco                |       | LR    |
| Épernon                    | Jean-Noël Marie             |       | LR    | Jean-Noël Marie            |       | LR    |
| Illiers-Combray            | Laure de La Raudière        |       | Agir  | Laure de La Raudière       |       | Agir  |
| Illiers-Combray            | Bernard Puyenchet           |       | LR    | Hervé Buisson              |       | DVD   |
| Lucé                       | Marie-Pierre Lemaître-Lezin |       | DVG   | Emmanuelle Gelineau-Boutet |       | DVD   |
| Lucé                       | Xavier Roux                 |       | DVG   | Bertrand Massot            |       | LC    |
| Nogent-le-Rotrou           | Pascale de Souancé          |       | DVD   | Stéphanie Courel           |       | DVD   |
| Nogent-le-Rotrou           | Luc Lamirault               |       | Agir  | Éric Gérard                |       | LR    |
| Saint-Lubin-des-Joncherets | Christelle Minard           |       | LR    | Christelle Minard          |       | LR    |
| Saint-Lubin-des-Joncherets | Gérard Sourisseau           |       | UDI   | Xavier Nicolas             |       | LR    |
| Les Villages Vovéens       | Delphine Breton             |       | LR    | Delphine Breton            |       | LR    |
| Les Villages Vovéens       | Albéric de Montgolfier      |       | LR    | Marc Guerrini              |       | LC    |

## Résultats par canton
Les binômes sont présentés par ordre décroissant des résultats au premier tour. En cas de victoire au second tour du binôme arrivé en deuxième place au premier, ses résultats sont indiqués en gras. 

### Canton d'Anet
| Candidats                | Candidats                | Partis                   | Nuance                   | Premier tour | Premier tour | Second tour | Second tour |
| Candidats                | Candidats                | Partis                   | Nuance                   | Voix         | %            | Voix        | %           |
| ------------------------ | ------------------------ | ------------------------ | ------------------------ | ------------ | ------------ | ----------- | ----------- |
|                          | Évelyne Lefebvre         | LR                       | LR                       | 2 752        | 48,58        | 3 887       | 72,30       |
|                          | Francis Pecquemard,      | LR                       | LR                       | 2 752        | 48,58        | 3 887       | 72,30       |
|                          | Sébastien Bellet         | RN                       | RN                       | 1 396        | 24,64        | 1 489       | 27,70       |
|                          | Adeline Petiti           | RN                       | RN                       | 1 396        | 24,64        | 1 489       | 27,70       |
|                          | Clément Cousin           | LFI                      | UGE                      | 931          | 16,43        |             |             |
|                          | Laurence Dumas           | EÉLV                     | UGE                      | 931          | 16,43        |             |             |
|                          | Corentin Cotonnec        | PCF                      | COM                      | 586          | 10,34        |             |             |
|                          | Maryse Guignard          | DVG                      | COM                      | 586          | 10,34        |             |             |
|                          |                          |                          |                          |              |              |             |             |
| Suffrages exprimés       | Suffrages exprimés       | Suffrages exprimés       | Suffrages exprimés       | 5 665        | 96,77        | 5 376       | 92,72       |
| Votes blancs             | Votes blancs             | Votes blancs             | Votes blancs             | 123          | 2,10         | 291         | 5,40        |
| Votes nuls               | Votes nuls               | Votes nuls               | Votes nuls               | 66           | 1,13         | 109         | 1,88        |
| Total                    | Total                    | Total                    | Total                    | 5 854        | 100          | 5 798       | 100         |
| Abstention               | Abstention               | Abstention               | Abstention               | 12 424       | 67,97        | 12 484      | 68,29       |
| Inscrits / participation | Inscrits / participation | Inscrits / participation | Inscrits / participation | 18 278       | 32,03        | 18 282      | 31,71       |

### Canton d'Auneau
| Candidats                | Candidats                | Partis                   | Nuance                   | Premier tour | Premier tour | Second tour | Second tour |
| Candidats                | Candidats                | Partis                   | Nuance                   | Voix         | %            | Voix        | %           |
| ------------------------ | ------------------------ | ------------------------ | ------------------------ | ------------ | ------------ | ----------- | ----------- |
|                          | Annie Camuel             | LR                       | LR                       | 1 635        | 31,36        | 3 052       | 62,45       |
|                          | Stéphane Lemoine         | LR                       | LR                       | 1 635        | 31,36        | 3 052       | 62,45       |
|                          | Elodie Babin             | RN                       | RN                       | 1 424        | 27,32        | 1 835       | 37,55       |
|                          | Thibaut de la Tocnaye    | RN                       | RN                       | 1 424        | 27,32        | 1 835       | 37,55       |
|                          | Christian Le Borgne      | EÉLV                     | ECO                      | 1 130        | 21,68        |             |             |
|                          | Isabelle Rosenberg       | EÉLV                     | ECO                      | 1 130        | 21,68        |             |             |
|                          | Valérie Duval            | DVD                      | LR                       | 1 024        | 19,64        |             |             |
|                          | Michel Scicluna          | DVD                      | LR                       | 1 024        | 19,64        |             |             |
|                          |                          |                          |                          |              |              |             |             |
| Suffrages exprimés       | Suffrages exprimés       | Suffrages exprimés       | Suffrages exprimés       | 5 213        | 94,90        | 4 887       | 91,09       |
| Votes blancs             | Votes blancs             | Votes blancs             | Votes blancs             | 208          | 3,79         | 386         | 7,19        |
| Votes nuls               | Votes nuls               | Votes nuls               | Votes nuls               | 72           | 1,31         | 92          | 1,71        |
| Total                    | Total                    | Total                    | Total                    | 5 493        | 100          | 5 365       | 100         |
| Abstention               | Abstention               | Abstention               | Abstention               | 12 167       | 68,90        | 12 300      | 69,63       |
| Inscrits / participation | Inscrits / participation | Inscrits / participation | Inscrits / participation | 17 660       | 31,10        | 17 665      | 30,37       |

### Canton de Brou
| Candidats                | Candidats                | Partis                   | Nuance                   | Premier tour | Premier tour | Second tour | Second tour |
| Candidats                | Candidats                | Partis                   | Nuance                   | Voix         | %            | Voix        | %           |
| ------------------------ | ------------------------ | ------------------------ | ------------------------ | ------------ | ------------ | ----------- | ----------- |
|                          | Danièle Carrouget        | DVD                      | LR                       | 3 247        | 59,74        | 3 990       | 70,87       |
|                          | Claude Térouinard        | LR                       | LR                       | 3 247        | 59,74        | 3 990       | 70,87       |
|                          | Claude Berdin            | RN                       | RN                       | 1 583        | 27,59        | 1 640       | 29,13       |
|                          | Roger Tran               | RN                       | RN                       | 1 583        | 27,59        | 1 640       | 29,13       |
|                          | Mélanie Amiot            | PS                       | SOC                      | 727          | 12,67        |             |             |
|                          | Martial Guillere         | PS                       | SOC                      | 727          | 12,67        |             |             |
|                          |                          |                          |                          |              |              |             |             |
| Suffrages exprimés       | Suffrages exprimés       | Suffrages exprimés       | Suffrages exprimés       | 5 737        | 95,25        | 5 630       | 93,37       |
| Votes blancs             | Votes blancs             | Votes blancs             | Votes blancs             | 188          | 3,12         | 277         | 4,59        |
| Votes nuls               | Votes nuls               | Votes nuls               | Votes nuls               | 98           | 1,63         | 123         | 2,04        |
| Total                    | Total                    | Total                    | Total                    | 6 023        | 100          | 6 030       | 100         |
| Abstention               | Abstention               | Abstention               | Abstention               | 11 483       | 65,59        | 11 490      | 65,58       |
| Inscrits / participation | Inscrits / participation | Inscrits / participation | Inscrits / participation | 17 506       | 34,41        | 17 520      | 34,42       |

### Canton de Chartres-1
| Candidats                | Candidats                | Partis                   | Nuance                   | Premier tour | Premier tour | Second tour | Second tour |
| Candidats                | Candidats                | Partis                   | Nuance                   | Voix         | %            | Voix        | %           |
| ------------------------ | ------------------------ | ------------------------ | ------------------------ | ------------ | ------------ | ----------- | ----------- |
|                          | Karine Dorange           | LR                       | LR                       | 1 762        | 30,46        | 2 973       | 50,83       |
|                          | Étienne Rouault          | LR                       | LR                       | 1 762        | 30,46        | 2 973       | 50,83       |
|                          | Gérard Leray             | EÉLV                     | ECO                      | 1 293        | 22,35        | 2 876       | 49,17       |
|                          | Sandra Randra            | EÉLV                     | ECO                      | 1 293        | 22,35        | 2 876       | 49,17       |
|                          | Shehrazade Hue           | RN                       | RN                       | 1 025        | 17,72        |             |             |
|                          | Pascal Prevost           | RN                       | RN                       | 1 025        | 17,72        |             |             |
|                          | Audrey Dormeau           | LREM                     | REM                      | 952          | 16,46        |             |             |
|                          | Fabien Standaert         | LREM                     | REM                      | 952          | 16,46        |             |             |
|                          | Elodie Leyssenne         | PCF                      | DVG                      | 752          | 13,00        |             |             |
|                          | Stéphane Cordier         | PS                       | DVG                      | 752          | 13,00        |             |             |
|                          |                          |                          |                          |              |              |             |             |
| Suffrages exprimés       | Suffrages exprimés       | Suffrages exprimés       | Suffrages exprimés       | 5 784        | 96,48        | 5 849       | 93,33       |
| Votes blancs             | Votes blancs             | Votes blancs             | Votes blancs             | 133          | 2,22         | 302         | 4,82        |
| Votes nuls               | Votes nuls               | Votes nuls               | Votes nuls               | 78           | 1,30         | 116         | 1,85        |
| Total                    | Total                    | Total                    | Total                    | 5 995        | 100          | 6 267       | 100         |
| Abstention               | Abstention               | Abstention               | Abstention               | 14 498       | 70,75        | 14 232      | 69,43       |
| Inscrits / participation | Inscrits / participation | Inscrits / participation | Inscrits / participation | 20 493       | 29,25        | 20 499      | 30,57       |

### Canton de Chartres-2
| Candidats                | Candidats                | Partis                   | Nuance                   | Premier tour | Premier tour | Second tour | Second tour |
| Candidats                | Candidats                | Partis                   | Nuance                   | Voix         | %            | Voix        | %           |
| ------------------------ | ------------------------ | ------------------------ | ------------------------ | ------------ | ------------ | ----------- | ----------- |
|                          | Elisabeth Fromont        | LR                       | LR                       | 2 467        | 40,29        | 3 261       | 53,35       |
|                          | Franck Masselus          | LR                       | LR                       | 2 467        | 40,29        | 3 261       | 53,35       |
|                          | Jean-Claude Breton       | DVC                      | DVC                      | 1 127        | 18,41        | 2 851       | 46,65       |
|                          | Julia Trentin            | DVC                      | DVC                      | 1 127        | 18,41        | 2 851       | 46,65       |
|                          | Célia Blasco             | RN                       | RN                       | 932          | 15,22        |             |             |
|                          | Chaïb Draa Amar          | RN                       | RN                       | 932          | 15,22        |             |             |
|                          | Muriel Mottin            | EÉLV                     | ECO                      | 869          | 14,19        |             |             |
|                          | Eric Wolff               | EÉLV                     | ECO                      | 869          | 14,19        |             |             |
|                          | Marion Boulay            | PS                       | SOC                      | 728          | 11,89        |             |             |
|                          | Nicolas Lopez            | GRS                      | SOC                      | 728          | 11,89        |             |             |
|                          |                          |                          |                          |              |              |             |             |
| Suffrages exprimés       | Suffrages exprimés       | Suffrages exprimés       | Suffrages exprimés       | 6 123        | 96,85        | 6 112       | 92,49       |
| Votes blancs             | Votes blancs             | Votes blancs             | Votes blancs             | 118          | 1,87         | 353         | 5,34        |
| Votes nuls               | Votes nuls               | Votes nuls               | Votes nuls               | 81           | 1,28         | 143         | 2,16        |
| Total                    | Total                    | Total                    | Total                    | 6 322        | 100          | 6 608       | 100         |
| Abstention               | Abstention               | Abstention               | Abstention               | 13 817       | 68,61        | 13 535      | 67,19       |
| Inscrits / participation | Inscrits / participation | Inscrits / participation | Inscrits / participation | 20 139       | 32,81        | 20 143      | 31,39       |

### Canton de Chartres-3
| Candidats                | Candidats                | Partis                   | Nuance                   | Premier tour | Premier tour | Second tour | Second tour |
| Candidats                | Candidats                | Partis                   | Nuance                   | Voix         | %            | Voix        | %           |
| ------------------------ | ------------------------ | ------------------------ | ------------------------ | ------------ | ------------ | ----------- | ----------- |
|                          | Isabelle Vincent         | LR                       | DVD                      | 2 133        | 33,47        | 3 363       | 52,85       |
|                          | Rémi Martial             | LR                       | DVD                      | 2 133        | 33,47        | 3 363       | 52,85       |
|                          | Guy Lirzin               | EÉLV                     | ECO                      | 1 251        | 19,63        | 3 000       | 47,15       |
|                          | Caroline Maupu           | EÉLV                     | ECO                      | 1 251        | 19,63        | 3 000       | 47,15       |
|                          | Aziz Bouslimani          | PS                       | UG                       | 1 067        | 16,75        |             |             |
|                          | Nabila Lakehal           | PCF                      | UG                       | 1 067        | 16,75        |             |             |
|                          | Christophe Caplain       | LREM                     | REM                      | 900          | 14,12        |             |             |
|                          | Nancy Frougneux          | LREM                     | REM                      | 900          | 14,12        |             |             |
|                          | Vincent Gaudin           | RN                       | RN                       | 886          | 13,90        |             |             |
|                          | Joëlle Legrand           | RN                       | RN                       | 886          | 13,90        |             |             |
|                          | Martine Frische          | POID                     | EXG                      | 135          | 2,12         |             |             |
|                          | Joël Tanaff              | POID                     | EXG                      | 135          | 2,12         |             |             |
|                          |                          |                          |                          |              |              |             |             |
| Suffrages exprimés       | Suffrages exprimés       | Suffrages exprimés       | Suffrages exprimés       | 6 372        | 96,69        | 6 363       | 93,14       |
| Votes blancs             | Votes blancs             | Votes blancs             | Votes blancs             | 144          | 2,19         | 303         | 4,44        |
| Votes nuls               | Votes nuls               | Votes nuls               | Votes nuls               | 74           | 1,12         | 166         | 2,43        |
| Total                    | Total                    | Total                    | Total                    | 6 590        | 100          | 6 832       | 100         |
| Abstention               | Abstention               | Abstention               | Abstention               | 14 326       | 68,49        | 14 088      | 67,34       |
| Inscrits / participation | Inscrits / participation | Inscrits / participation | Inscrits / participation | 20 916       | 31,51        | 20 920      | 32,66       |

### Canton de Châteaudun
| Candidats                | Candidats                | Partis                   | Nuance                   | Premier tour | Premier tour | Second tour | Second tour |
| Candidats                | Candidats                | Partis                   | Nuance                   | Voix         | %            | Voix        | %           |
| ------------------------ | ------------------------ | ------------------------ | ------------------------ | ------------ | ------------ | ----------- | ----------- |
|                          | Alice Baudet             | LR                       | DVD                      | 3 077        | 43,84        | 4 164       | 61,33       |
|                          | Joël Billard             | LR                       | DVD                      | 3 077        | 43,84        | 4 164       | 61,33       |
|                          | Karine Chartier          | DVC                      | DVC                      | 1 719        | 24,49        | 2 625       | 38,67       |
|                          | Fabien Verdier           | DVC                      | DVC                      | 1 719        | 24,49        | 2 625       | 38,67       |
|                          | Vincent Gacougnolle      | RN                       | RN                       | 1 514        | 21,57        |             |             |
|                          | Isabelle Gallien         | RN                       | RN                       | 1 514        | 21,57        |             |             |
|                          | Dominique Garcia         | PCF                      | UG                       | 709          | 10,10        |             |             |
|                          | Djenim Iddy              | G.s                      | UG                       | 709          | 10,10        |             |             |
|                          |                          |                          |                          |              |              |             |             |
| Suffrages exprimés       | Suffrages exprimés       | Suffrages exprimés       | Suffrages exprimés       | 7 019        | 94,92        | 6 789       | 90,04       |
| Votes blancs             | Votes blancs             | Votes blancs             | Votes blancs             | 216          | 2,92         | 409         | 5,42        |
| Votes nuls               | Votes nuls               | Votes nuls               | Votes nuls               | 160          | 2,16         | 342         | 4,54        |
| Total                    | Total                    | Total                    | Total                    | 7 395        | 100          | 7 540       | 100         |
| Abstention               | Abstention               | Abstention               | Abstention               | 14 134       | 65,65        | 13 995      | 64,99       |
| Inscrits / participation | Inscrits / participation | Inscrits / participation | Inscrits / participation | 21 529       | 34,35        | 21 535      | 35,01       |

### Canton de Dreux-1
| Candidats                | Candidats                | Partis                   | Nuance                   | Premier tour | Premier tour | Second tour | Second tour |
| Candidats                | Candidats                | Partis                   | Nuance                   | Voix         | %            | Voix        | %           |
| ------------------------ | ------------------------ | ------------------------ | ------------------------ | ------------ | ------------ | ----------- | ----------- |
|                          | Silvio Bortolussi        | RN                       | RN                       | 1 165        | 26,36        | 1 503       | 33,72       |
|                          | Pascale Brucker          | RN                       | RN                       | 1 165        | 26,36        | 1 503       | 33,72       |
|                          | Evelyne Delaplace        | LR                       | LR                       | 1 035        | 23,42        | 2 954       | 66,28       |
|                          | Christophe Le Dorven     | LR                       | LR                       | 1 035        | 23,42        | 2 954       | 66,28       |
|                          | Patrick Jouteau          | PRG                      | DVG                      | 852          | 19,28        |             |             |
|                          | Catherine Lucas          | PS                       | DVG                      | 852          | 19,28        |             |             |
|                          | Evelyne Chiapperin       | DVD                      | DVD                      | 637          | 14,42        |             |             |
|                          | Jean-Michel Poisson      | DVD                      | DVD                      | 637          | 14,42        |             |             |
|                          | Aurélie Michel           | EÉLV                     | DVG                      | 429          | 9,71         |             |             |
|                          | Jeber Trad               | DVG                      | DVG                      | 429          | 9,71         |             |             |
|                          | Beatrice Jaffrenou       | POID                     | EXG                      | 301          | 6,81         |             |             |
|                          | Youssef Lamrini          | EXG                      | EXG                      | 301          | 6,81         |             |             |
|                          |                          |                          |                          |              |              |             |             |
| Suffrages exprimés       | Suffrages exprimés       | Suffrages exprimés       | Suffrages exprimés       | 4 419        | 96,44        | 4 457       | 90,53       |
| Votes blancs             | Votes blancs             | Votes blancs             | Votes blancs             | 96           | 2,10         | 336         | 6,83        |
| Votes nuls               | Votes nuls               | Votes nuls               | Votes nuls               | 67           | 1,46         | 130         | 2,64        |
| Total                    | Total                    | Total                    | Total                    | 4 582        | 100          | 4 923       | 100         |
| Abstention               | Abstention               | Abstention               | Abstention               | 14 467       | 75,95        | 14 141      | 74,18       |
| Inscrits / participation | Inscrits / participation | Inscrits / participation | Inscrits / participation | 19 049       | 24,05        | 19 064      | 25,82       |

### Canton de Dreux-2
| Candidats                | Candidats                | Partis                   | Nuance                   | Premier tour | Premier tour | Second tour | Second tour |
| Candidats                | Candidats                | Partis                   | Nuance                   | Voix         | %            | Voix        | %           |
| ------------------------ | ------------------------ | ------------------------ | ------------------------ | ------------ | ------------ | ----------- | ----------- |
|                          | Sylvie Honneur           | LR                       | LR                       | 1 362        | 28,21        | 2 392       | 50,53       |
|                          | Jacques Lemare           | LR                       | LR                       | 1 362        | 28,21        | 2 392       | 50,53       |
|                          | Michel Maignan           | DVD                      | DVD                      | 1 182        | 24,48        | 2 342       | 49,47       |
|                          | Josette Philippe         | LR                       | DVD                      | 1 182        | 24,48        | 2 342       | 49,47       |
|                          | Françoise Feijœiro       | RN                       | RN                       | 921          | 19,08        |             |             |
|                          | Axel Grosjean            | RN                       | RN                       | 921          | 19,08        |             |             |
|                          | Stéphanie Antoine        | ÉCO                      | ECO                      | 862          | 17,85        |             |             |
|                          | Mohamed Bougafer         | EÉLV                     | ECO                      | 862          | 17,85        |             |             |
|                          | Gisèle Quérité           | PCF                      | COM                      | 501          | 10,38        |             |             |
|                          | Serge Vidal              | PCF                      | COM                      | 501          | 10,38        |             |             |
|                          |                          |                          |                          |              |              |             |             |
| Suffrages exprimés       | Suffrages exprimés       | Suffrages exprimés       | Suffrages exprimés       | 4 828        | 95,23        | 4 734       | 86,70       |
| Votes blancs             | Votes blancs             | Votes blancs             | Votes blancs             | 152          | 3,00         | 490         | 8,97        |
| Votes nuls               | Votes nuls               | Votes nuls               | Votes nuls               | 90           | 1,78         | 236         | 4,32        |
| Total                    | Total                    | Total                    | Total                    | 5 070        | 100          | 5 460       | 100         |
| Abstention               | Abstention               | Abstention               | Abstention               | 13 746       | 73,05        | 13 362      | 70,99       |
| Inscrits / participation | Inscrits / participation | Inscrits / participation | Inscrits / participation | 18 816       | 26,95        | 18 822      | 29,01       |

### Canton d'Épernon
| Candidats                | Candidats                | Partis                   | Nuance                   | Premier tour | Premier tour | Second tour | Second tour |
| Candidats                | Candidats                | Partis                   | Nuance                   | Voix         | %            | Voix        | %           |
| ------------------------ | ------------------------ | ------------------------ | ------------------------ | ------------ | ------------ | ----------- | ----------- |
|                          | Anne Bracco              | LR                       | DVD                      | 3 367        | 43,73        | 5 424       | 73,61       |
|                          | Jean-Noël Marie          | LR                       | DVD                      | 3 367        | 43,73        | 5 424       | 73,61       |
|                          | Émilie Beauvard          | RN                       | RN                       | 1 673        | 21,73        | 1 945       | 26,39       |
|                          | Philippe Leroy           | RN                       | RN                       | 1 673        | 21,73        | 1 945       | 26,39       |
|                          | Dominique Chanfrau       | ÉCO                      | ECO                      | 1 391        | 18,07        |             |             |
|                          | Jean-Bernard Gramunt     | ÉCO                      | ECO                      | 1 391        | 18,07        |             |             |
|                          | Roland Hamard            | PS                       | SOC                      | 1 268        | 16,47        |             |             |
|                          | Gaëlle Hardy             | PS                       | SOC                      | 1 268        | 16,47        |             |             |
|                          |                          |                          |                          |              |              |             |             |
| Suffrages exprimés       | Suffrages exprimés       | Suffrages exprimés       | Suffrages exprimés       | 7 699        | 95,91        | 7 369       | 90,70       |
| Votes blancs             | Votes blancs             | Votes blancs             | Votes blancs             | 208          | 2,59         | 592         | 7,29        |
| Votes nuls               | Votes nuls               | Votes nuls               | Votes nuls               | 120          | 1,49         | 164         | 2,02        |
| Total                    | Total                    | Total                    | Total                    | 8 027        | 100          | 8 125       | 100         |
| Abstention               | Abstention               | Abstention               | Abstention               | 16 950       | 67,86        | 16 856      | 67,48       |
| Inscrits / participation | Inscrits / participation | Inscrits / participation | Inscrits / participation | 24 977       | 32,14        | 24 981      | 32,52       |

### Canton d'Illiers-Combray
| Candidats                | Candidats                | Partis                   | Nuance                   | Premier tour | Premier tour | Second tour | Second tour |
| Candidats                | Candidats                | Partis                   | Nuance                   | Voix         | %            | Voix        | %           |
| ------------------------ | ------------------------ | ------------------------ | ------------------------ | ------------ | ------------ | ----------- | ----------- |
|                          | Hervé Buisson            | DVD                      | DVD                      | 2 446        | 37,58        | 3 921       | 65,84       |
|                          | Laure de La Raudière     | Agir                     | DVD                      | 2 446        | 37,58        | 3 921       | 65,84       |
|                          | Sandra Desaever          | RN                       | RN                       | 1 569        | 24,11        | 2 034       | 34,16       |
|                          | Kévin Lambert            | RN                       | RN                       | 1 569        | 24,11        | 2 034       | 34,16       |
|                          | Marie-Paule Dos Reis     | DVD                      | LR                       | 1 423        | 21,86        |             |             |
|                          | Mickaël Tachat           | LR                       | LR                       | 1 423        | 21,86        |             |             |
|                          | Mireille Lépine          | DVG                      | DVG                      | 1 071        | 16,45        |             |             |
|                          | Christopher Monnier      | DVG                      | DVG                      | 1 071        | 16,45        |             |             |
|                          |                          |                          |                          |              |              |             |             |
| Suffrages exprimés       | Suffrages exprimés       | Suffrages exprimés       | Suffrages exprimés       | 6 509        | 95,47        | 5 955       | 89,67       |
| Votes blancs             | Votes blancs             | Votes blancs             | Votes blancs             | 201          | 2,95         | 509         | 7,66        |
| Votes nuls               | Votes nuls               | Votes nuls               | Votes nuls               | 108          | 1,58         | 177         | 2,67        |
| Total                    | Total                    | Total                    | Total                    | 6 818        | 100          | 6 641       | 100         |
| Abstention               | Abstention               | Abstention               | Abstention               | 12 363       | 64,45        | 12 548      | 65,39       |
| Inscrits / participation | Inscrits / participation | Inscrits / participation | Inscrits / participation | 19 181       | 35,55        | 19 189      | 34,61       |

### Canton de Lucé
| Candidats                | Candidats                   | Partis                   | Nuance                   | Premier tour | Premier tour | Second tour | Second tour |
| Candidats                | Candidats                   | Partis                   | Nuance                   | Voix         | %            | Voix        | %           |
| ------------------------ | --------------------------- | ------------------------ | ------------------------ | ------------ | ------------ | ----------- | ----------- |
|                          | Emmanuelle Boutet-Gelineau  | DVD                      | UC                       | 1 642        | 28,93        | 4 100       | 71,77       |
|                          | Bertrand Massot             | LC                       | UC                       | 1 642        | 28,93        | 4 100       | 71,77       |
|                          | Béatrice Biet               | RN                       | RN                       | 1 067        | 18,80        | 1 613       | 28,23       |
|                          | Eric Laqua                  | RN                       | RN                       | 1 067        | 18,80        | 1 613       | 28,23       |
|                          | Olivier Marcadon            | DVD                      | DVD                      | 1 062        | 18,71        |             |             |
|                          | Valérie Masse               | DVD                      | DVD                      | 1 062        | 18,71        |             |             |
|                          | Marie-Pierre Lemaître-Lézin | DVG                      | DVG                      | 815          | 14,36        |             |             |
|                          | Xavier Roux                 | DVG                      | DVG                      | 815          | 14,36        |             |             |
|                          | Pierre-Louis Pinsard        | EÉLV                     | ECO                      | 616          | 10,85        |             |             |
|                          | Isabelle Rondard            | EÉLV                     | ECO                      | 616          | 10,85        |             |             |
|                          | Sandrine Torok              | DVG                      | DVG                      | 474          | 8,35         |             |             |
|                          | Hugues Villemade            | PCF                      | DVG                      | 474          | 8,35         |             |             |
|                          |                             |                          |                          |              |              |             |             |
| Suffrages exprimés       | Suffrages exprimés          | Suffrages exprimés       | Suffrages exprimés       | 5 676        | 96,93        | 5 713       | 93,08       |
| Votes blancs             | Votes blancs                | Votes blancs             | Votes blancs             | 96           | 1,64         | 275         | 4,48        |
| Votes nuls               | Votes nuls                  | Votes nuls               | Votes nuls               | 84           | 1,43         | 150         | 2,44        |
| Total                    | Total                       | Total                    | Total                    | 5 856        | 100          | 6 138       | 100         |
| Abstention               | Abstention                  | Abstention               | Abstention               | 12 493       | 68,09        | 12 252      | 66,62       |
| Inscrits / participation | Inscrits / participation    | Inscrits / participation | Inscrits / participation | 18 349       | 31,91        | 18 390      | 33,38       |

### Canton de Nogent-le-Rotrou
| Candidats                | Candidats                | Partis                   | Nuance                   | Premier tour | Premier tour | Second tour | Second tour |
| Candidats                | Candidats                | Partis                   | Nuance                   | Voix         | %            | Voix        | %           |
| ------------------------ | ------------------------ | ------------------------ | ------------------------ | ------------ | ------------ | ----------- | ----------- |
|                          | Pascale de Souancé,      | DVD                      | DVD                      | 1 964        | 27,52        | 3 293       | 48,32       |
|                          | Victor Provôt            | Agir                     | DVD                      | 1 964        | 27,52        | 3 293       | 48,32       |
|                          | Stephanie Coutel         | DVD                      | DVD                      | 1 473        | 20,64        | 3 522       | 51,68       |
|                          | Eric Gérard              | LR                       | DVD                      | 1 473        | 20,64        | 3 522       | 51,68       |
|                          | Antonio Ferreira         | RN                       | RN                       | 1 386        | 19,42        |             |             |
|                          | Régine Flaunet           | RN                       | RN                       | 1 386        | 19,42        |             |             |
|                          | Jérémy Crabbe            | LC                       | DVC                      | 1 327        | 18,60        |             |             |
|                          | Carole Geraci            | DVD                      | DVC                      | 1 327        | 18,60        |             |             |
|                          | Jean-Patrick Jacquet     | ELE                      | ECO                      | 543          | 7,61         |             |             |
|                          | Sandrine Septier         | ELE                      | ECO                      | 543          | 7,61         |             |             |
|                          | Michel Castre            | PCF                      | COM                      | 443          | 6,21         |             |             |
|                          | Astrid Hermeline         | PCF                      | COM                      | 443          | 6,21         |             |             |
|                          |                          |                          |                          |              |              |             |             |
| Suffrages exprimés       | Suffrages exprimés       | Suffrages exprimés       | Suffrages exprimés       | 7 136        | 96,67        | 6 815       | 90,88       |
| Votes blancs             | Votes blancs             | Votes blancs             | Votes blancs             | 136          | 1,84         | 455         | 6,07        |
| Votes nuls               | Votes nuls               | Votes nuls               | Votes nuls               | 110          | 1,49         | 229         | 3,05        |
| Total                    | Total                    | Total                    | Total                    | 7 382        | 100          | 7 499       | 100         |
| Abstention               | Abstention               | Abstention               | Abstention               | 13 199       | 64,13        | 13 088      | 63,57       |
| Inscrits / participation | Inscrits / participation | Inscrits / participation | Inscrits / participation | 20 581       | 35,87        | 20 587      | 36,43       |

### Canton de Saint-Lubin-des-Joncherets
| Candidats                | Candidats                | Partis                   | Nuance                   | Premier tour | Premier tour | Second tour | Second tour |
| Candidats                | Candidats                | Partis                   | Nuance                   | Voix         | %            | Voix        | %           |
| ------------------------ | ------------------------ | ------------------------ | ------------------------ | ------------ | ------------ | ----------- | ----------- |
|                          | Christelle Minard,       | LR                       | LR                       | 4 240        | 57,69        | 4 855       | 68,24       |
|                          | Xavier Nicolas           | LR                       | LR                       | 4 240        | 57,69        | 4 855       | 68,24       |
|                          | Virginia de Oliveira     | RN                       | RN                       | 2 093        | 28,48        | 2 260       | 31,76       |
|                          | Aleksandar Nikolic       | RN                       | RN                       | 2 093        | 28,48        | 2 260       | 31,76       |
|                          | Andrel Goultsev          | EÉLV                     | UGE                      | 1 017        | 13,84        |             |             |
|                          | Soraya Oumohou           | EÉLV                     | UGE                      | 1 017        | 13,84        |             |             |
|                          |                          |                          |                          |              |              |             |             |
| Suffrages exprimés       | Suffrages exprimés       | Suffrages exprimés       | Suffrages exprimés       | 7 350        | 96,03        | 7 115       | 94,49       |
| Votes blancs             | Votes blancs             | Votes blancs             | Votes blancs             | 201          | 2,63         | 305         | 1,31        |
| Votes nuls               | Votes nuls               | Votes nuls               | Votes nuls               | 103          | 1,35         | 110         | 1,46        |
| Total                    | Total                    | Total                    | Total                    | 7 654        | 100          | 7 530       | 100         |
| Abstention               | Abstention               | Abstention               | Abstention               | 15 639       | 37,14        | 15 768      | 67,68       |
| Inscrits / participation | Inscrits / participation | Inscrits / participation | Inscrits / participation | 23 293       | 32,86        | 23 298      | 32,32       |

### Canton des Villages Vovéens
| Candidats                | Candidats                | Partis                   | Nuance                   | Premier tour | Premier tour | Second tour | Second tour |
| Candidats                | Candidats                | Partis                   | Nuance                   | Voix         | %            | Voix        | %           |
| ------------------------ | ------------------------ | ------------------------ | ------------------------ | ------------ | ------------ | ----------- | ----------- |
|                          | Delphine Breton          | LR                       | DVD                      | 2 469        | 35,09        | 4 201       | 64,92       |
|                          | Marc Guerrini,           | LC                       | DVD                      | 2 469        | 35,09        | 4 201       | 64,92       |
|                          | Hervé Lancelot           | RN                       | RN                       | 1 778        | 25,27        | 2 270       | 35,08       |
|                          | Delphine Margelin        | RN                       | RN                       | 1 778        | 25,27        | 2 270       | 35,08       |
|                          | Marc Langé               | LR                       | DVD                      | 1 477        | 20,99        |             |             |
|                          | Sylvie Pecquet           | LR                       | DVD                      | 1 477        | 20,99        |             |             |
|                          | Aurélien Delaunay        | EÉLV                     | ECO                      | 718          | 10,20        |             |             |
|                          | Émilie Demas             | EÉLV                     | ECO                      | 718          | 10,20        |             |             |
|                          | Annie Fleury             | DVG                      | DVG                      | 595          | 8,46         |             |             |
|                          | Jean-Pierre Tanguy       | DVG                      | DVG                      | 595          | 8,46         |             |             |
|                          |                          |                          |                          |              |              |             |             |
| Suffrages exprimés       | Suffrages exprimés       | Suffrages exprimés       | Suffrages exprimés       | 7 037        | 95,26        | 6 471       | 90,39       |
| Votes blancs             | Votes blancs             | Votes blancs             | Votes blancs             | 225          | 3,05         | 497         | 6,94        |
| Votes nuls               | Votes nuls               | Votes nuls               | Votes nuls               | 125          | 1,69         | 191         | 2,67        |
| Total                    | Total                    | Total                    | Total                    | 7 387        | 100          | 7 159       | 100         |
| Abstention               | Abstention               | Abstention               | Abstention               | 13 010       | 63,78        | 13 246      | 64,92       |
| Inscrits / participation | Inscrits / participation | Inscrits / participation | Inscrits / participation | 20 397       | 36,22        | 20 405      | 35,08       |